# Люстнер, Игнац Петер
Игнац Петер Люстнер (нем. Ignaz Peter Lüstner; 22 декабря 1793, Пойшвиц, ныне Нижнесилезское воеводство — 30 января 1873, Бреслау) — немецкий скрипач и музыкальный педагог.

## Биография
С 1814 г. работал в Бреслау. В 1819—1826 годах — концертмейстер придворной капеллы князей фон Каролат. Затем в течение одного сезона первая скрипка Кёнигштадтского театра в Берлине. После этого вновь жил и работал в Бреслау, где вплоть до 1872 года был первой скрипкой популярного струнного квартета.
В 1844 году основал собственную музыкальную школу. Воспитанниками этой школы стали, прежде всего, пять сыновей Люстнера: виолончелист и музыкальный педагог Карл (1834—1906), скрипач и дирижёр Отто (1839—1889), скрипач и дирижёр Луи (1840—1918), виолончелист Георг (1847—1887) и скрипач и арфист Рихард (1854—1912); начиная с 1850 года сыновья Люстнера выступали в составе его квартета. Кроме того, у Люстнера-старшего учились Юлиус Штерн, Роберт Радеке, Макс Кальбек, Август Райссман.